# Escut de Palmera
L'escut de Palmera és un símbol representatiu oficial de Palmera, municipi del País Valencià, a la comarca de la Safor. Té el següent blasonament:
| « | Escut quadrilong de punta redona. Partit. Primer, d'argent, un arbre palmera de sable, terrassat de gules. Al segon, d'or, un cérvol d'atzur, sobremuntat damunt del cap d'una corona imperial. Al timbre, corona reial oberta. | » |

## Història
L'escut va ser aprovat per Resolució de l'1 de juliol de 2003, del conseller de Justícia i Administracions Públiques, publicada al DOGV núm. 4.558, de 4 d'agost de 2003.
La palmera de la primera partició és un senyal parlant referit al topònim de la població. Al costat, les armes dels Cervelló, senyors de Palmera, amb la corona que indica que el poble era de domini reial.
A l'Arxiu Històric Nacional es conserva l'empremta d'un segell en tinta de la Presidència de l'Ajuntament de Palmera, de 1876, on ja hi apareix la palmera.

Segell (AHN, 1876).